# Aeropuerto de Pardubice
El aeropuerto de Pardubice (en checo: Letiště Pardubice) (IATA: PED, OACI: LKPD), está ubicado en la ciudad de Pardubice, en  República Checa. En sus orígenes era un aeropuerto militar, pero desde 1995 el Ministerio de Defensa de la República Checa autorizó el uso del aeropuerto con fines comerciales.

## Aerolíneas y destinos
Las siguientes aerolíneas operan vuelos regulares al Aeropuerto de Pardubice:
| Aerolíneas     | Destinos |
| -------------- | --- |
| Air Montenegro | Chárter estacional: Podgorica (inicia 10 de junio de 2024) |
| Ryanair        | Alicante Estacional: Gerona (inicia 31 de marzo de 2024) |
| Smartwings     | Chárter estacional: Antalya, Bodrum (inicia 5 de junio de 2024), Burgas, Corfú, Heraclión, Hurghada, Kos, Lamezia Terme (inicia 10 de junio de 2024), Marsa Alam, Monastir, Palma de Mallorca, Reus (inicia 11 de junio de 2024), Rodas |

## Historia

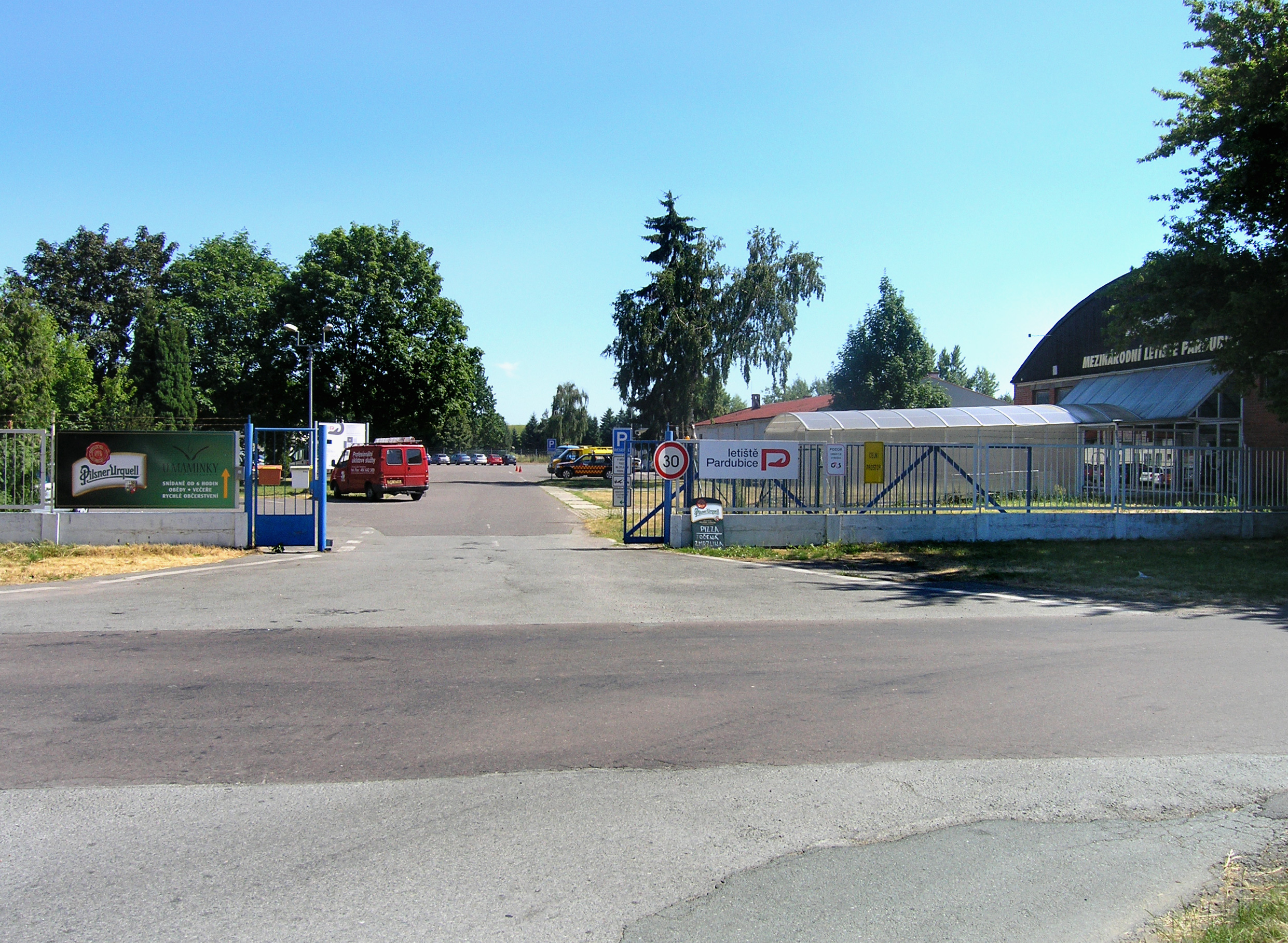
Entrada al aeropuerto

La utilización del aeropuerto con fines civiles, para el transporte de pasajeros y cargas, se remonta al año  1993, cuando un grupo de particulares funda la compañía privada East Bohemian Airport a.s..  Hasta ese año, el aeropuerto se utilizó exclusivamente con fines militares.
De esta forma, se realizaron vuelos esporádicos para el transporte de pasajeros, con el aeropuerto bajo administración militar, hasta 1995, cuando el gobierno de la República Checa, quita al aeropuerto de la órbita del Ministerio de Defensa, y lo entrega en concesión.
En 2002, el Gobierno municipal de Pardubice adquirió las acciones de la empresa concesionaria, la East Bohemian Airport a.s y  asumió la gestión del aeropuerto.

## Servicios
A los vuelos regulares de pasajeros y cargas se agregan numerosos vuelos especiales desde y hacia Rusia, durante la temporada turística.